# Geirfuglasker
Geirfuglasker ("Gejrfugleklippen") var en lille ø tæt på Reykjanes, Island. Det var en vulkansk klippe med stejle sider, bortset fra to landgangssteder. Den voldsomme brænding omkring øen gjorde, at den normalt var utilgængelig for mennesker og et af de sidste tilflugtssteder for den ikke-flyvende gejrfugl. Efter et vulkanudbrud i 1830 blev klippen dækket af havet. De overlevede gejrfugle flyttede til den nærliggende ø Eldey og blev nogle år senere udryddet af mennesker. 
Der findes en anden ø ved navn Geirfuglasker øst for Surtsey, Vestmannaeyjar.

## I litteratur
Øen og gejrfuglens skæbne bliver nævnt (stavet "Gairfowlskerry") i børnebogen The Water-Babies, A Fairy Tale for a Land Baby af Charles Kingsley.